# Заставка

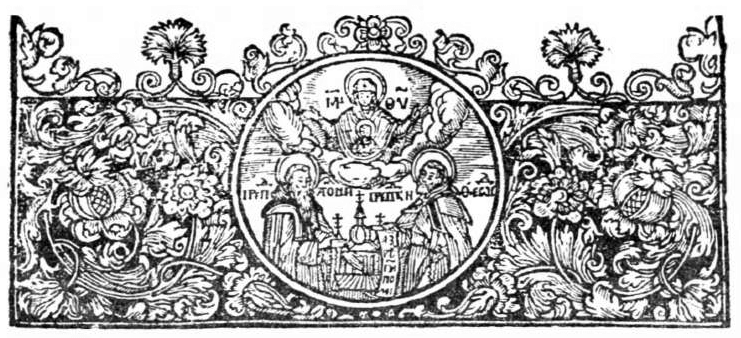
Заставка «Тріодіону». Львів (Сльозка Михайло) 1642 року

Заста́вка — прикраса, колись зроблена рукою, тепер друкарським способом за допомогою кліше, яка відокремлювала та прикрашала початок книги, чи окремого розділу книги, переважно вгорі сторінки.
Особливо заставки вживано по всіх виданнях XVI—XVIII ст. Роль такої окраси в книжці — приваблення читача, пробудження емоцій й полегшення сприйняття тексту, доповнення його. Відповідними до цього значення мусили бути й форма заставки, композиція, малюнок, а також місце для неї, розмір.
У ранніх друках застави мали рослинний орнамент. Згодом їх композицію стали доповнювати багатофігурними елементами, сюжетами з навколишньої дійсності та сюжетами на біблійну тематику.

## Заставка в орнаментації української книжки
Ранні друки мали рослинний орнамент. В ньому зустрічалися зображення гнучких стеблин, широкого листя та пишних квітів. Подібні елементи заповнювали заставку з самого початку друкарства в Україні та до XVIII ст..
У першодруках на кожній сторінці широкі листя, пишні квітки, гранати, важкі соковиті виноградні ґрона в композиції. В книгах більш пізнього часу меншають розміри листів та акантів. Рослинні елементи набувають строгости в стилізації. Згодом в книжках робляться складні, а іноді прикрашені, узірчасті. Між гілками та листям можна побачити картуші з постатями, або з погруддям святого, а ще далі й ціла біблійна, головним чином, новозавітна сцена. За нею йдуть декілька таких композицій, що перед ними рослини відходять на задній план, а ще далі — й зовсім зникають, поступаючись майже виключно таким біблійним сценам.
Таким чином уже наприкінці XVII ст. сюжетна й фігурна композиція в заставках має своє велике місце, рослинний орнамент доповнює її.
В пізніших виданнях, з кінця XVII ст., не зважаючи на розвиток та розквіт книжного мистецтва, майже не трапляється бачити в заставках нових мотивів. Певний комплекс їх, зафіксований в першій половині XVII ст., залишається і надалі.